# Plechowo (obwód kurski)
Plechowo (ros. Плехово) – wieś (ros. село, trb. sieło) w zachodniej Rosji, centrum administracyjne sielsowietu plechowskiego w rejonie sudżańskim obwodu kurskiego.

## Geografia
Miejscowość położona jest nad rzeką Psioł, 2,5 km od granicy z Ukrainą, 11 km od centrum administracyjnego rejonu (Sudża), 92,5 km od Kurska.
W granicach miejscowości znajdują się ulice: Abzał, Basowka, Charienowka, Chutor, Dumnowka, Griebieniewka, Korolewka, Nowaja, Okolica, Paromskaja, Płan, Tołkaczewka, Zagorodje 1-ja, Zagorodje 2-ja, Zagorodje 3-ja.

## Demografia
W 2010 r. miejscowość zamieszkiwało 648 osób.